# Oružane snage Kuvajta
Oružane snage Kuvajta sastoje se od kopnene vojske, mornarice, Obalne straže, ratnog zrakoplovstva, Emirove stražarska brigade, 25. zapovjedničke brigade, kuvajtske vojne policije, kuvajtske Nacionalne garde i kuvajtskog Ministarstva unutarnjih poslova.
Svaki dio oružanih snaga ima svoga zapovjednika, koji izvješćuje načelnika stožera kuvajtskih Oružanih snaga; a potonji šalje izvješća kuvajtskom ministru obrane, koji je također označen po državnom protokolu kao potpredsjednik Vlade. Kuvajtska Nacionalna garda je neovisno tijelo od kuvajtskih Oružanih snaga s vlastitim nezavisnim zapovjednikom, koji je neposredno odgovoran kuvajtskom ministru obrane. Emirova stražarska brigade je također samostalna brigada s vlastitim nezavisnim zapovjednik i dio je kuvajtskih Oružanih snaga. Slično su 25. zapovjednička brigada i kuvajtska vojna policija,  samostalne brigade s vlastitim nezavisnim zapovjednikom i dio su kuvajtskih Oružanih snaga. 